# Hans Erni

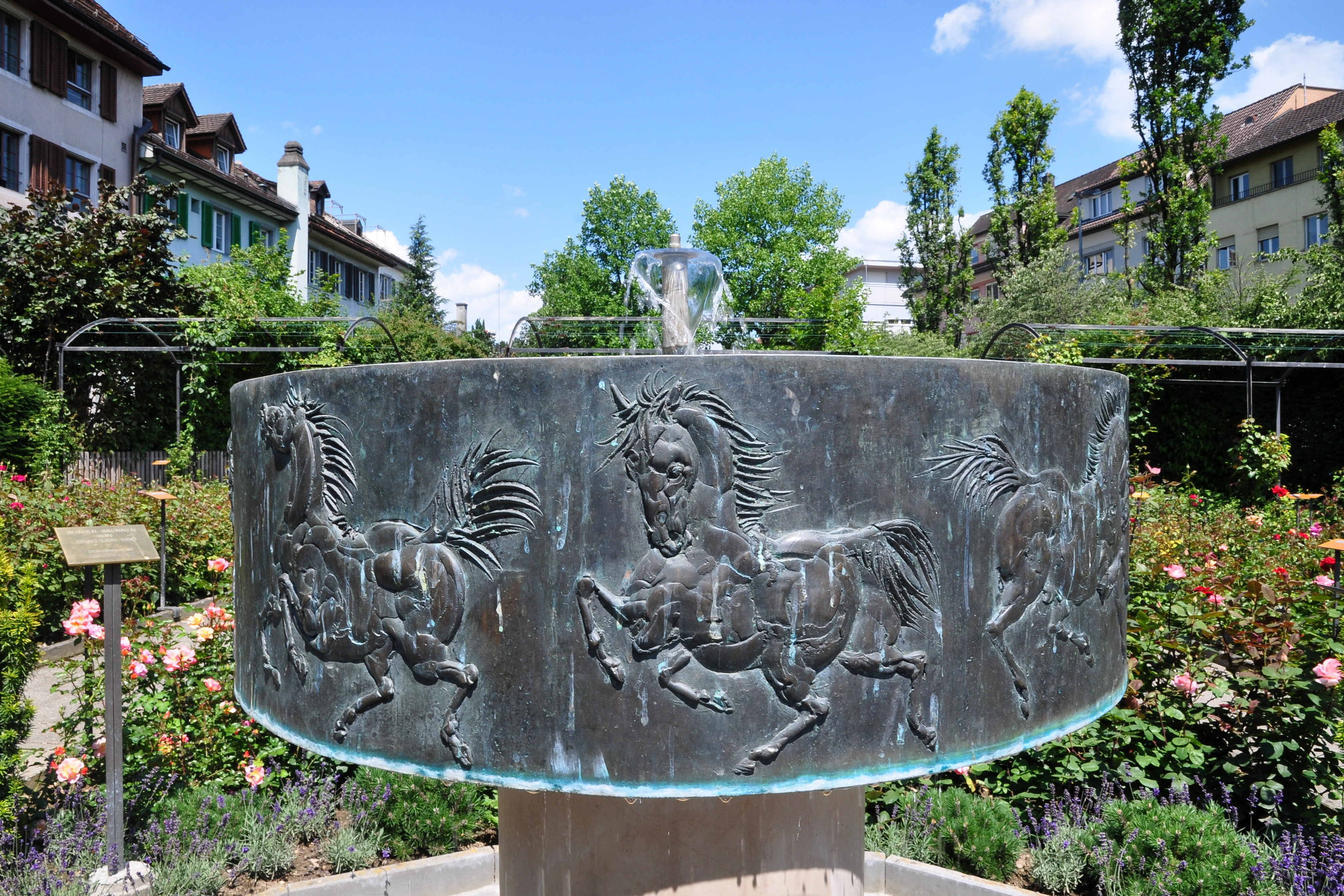
Fuente Circus Knie localizada en el Duftrosengarten en Rapperswil

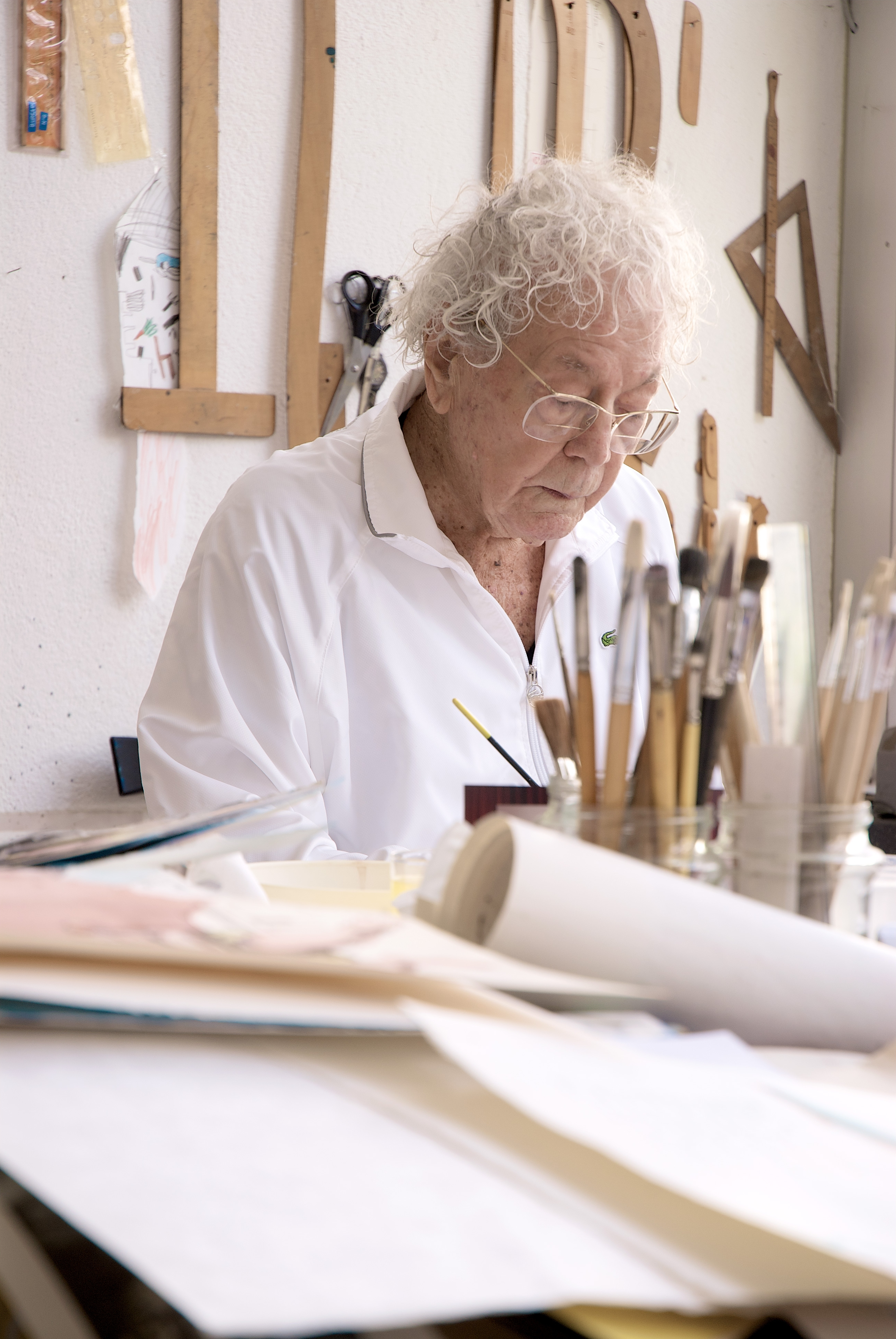
Abril de 2010

Hans Erni (21 de febrero de 1909 – 21 de marzo de 2015) fue un diseñador gráfico suizo, pintor, ilustrador, grabador y escultor. Nacido en Lucerna, el tercero de ocho hermanos, de un ingeniero de cabinas de crucero,  estudió arte en Francia y Berlín, y admiró a artistas como Pablo Picasso y Georges Braque. Es conocido por haber ilustrado estampillas, su litografías para el la Cruz Roja Suiza, su participación en el Comité Olímpico así como su activismo. Sus obras de 1939 y su primer éxito público importante fue un mural titulado Suiza: "Tierra de Vacaciones de las Personas" fue encargado y exhibido para la exposición nacional en Zúrich. El Museo Hans Erni, situado en el recinto del Museo Suizo de Transporte en Lucerna, contiene una gran colección de obras de arte.  Él también diseñó cerámicas y trajes y conjuntos de teatro. Realizó el arte para los billetes suizos en la década de 1940, pero luego incluso de que los billetes fueran impresos nunca fueron publicados, debido a que un miembro del Consejo del Estado de Lucerna criticó que Erni fue considerado como comunista. Sin embargo, Erni nunca fue miembro de ningún partido político. En 2004, le fue otorgado la ciudadanía honoraria de la ciudad de Lucerna. El 10 de enero de 2009 recibió el SwissAward por el Logro de toda una vida. En su carrera, realizó alrededor de 300 carteles y varios murales (para el Cruz Roja, el IOC, las Naciones Unidas, ICAO, y muchos emprendimientos públicos y privados). Ilustró aproximadamente 200 libros y creó 90 sellos postales y 25 medallas.

## Carrera
A Erni le fue encargado por el Museo de Bellas Artes de Lucerna organizar una exposición de Pablo Picasso. El artista español quedó agradecido por aquella oportunidad de mostrar su arte en Suiza. En 1936 empezó para trabajar con Arte Abstracto. De 1940 a 1945 fue soldado en el ejército suizo y estuvo dedicado como pintor de camuflaje debido a su experiencia con murales de gran tamaño. Entre 1950 y 1952 participó en exposiciones en América Latina. Sin embargo su participación en la Bienal de San Pablo no fue autorizado por Concejal Federal Philipp Etter. Después de que una estancia en Mauritania y Guinea  pintó temas africanos. En 1960 organizó junto con Alfred Pauletto, Celestino Piatti, Hugo Wetli y Kurt Wirth una exposición en Olten sobre diseño gráfico y pintura. Participó en la exhibición Documenta de 1964 en Kassel, en el departamento de diseño gráfico.
El 15 de septiembre de 1979 el Museo Suizo de Transporte inauguró una amplia colección personal de obras de Erni.  Y él realizó un mural de 30 metros de largo para el Museo. Erni estaba muy interesado en el deporte.  En 1989 recibió el premio de Artista Deportivo del Año de la Academia de Deportes de Estados Unidos. En 1993 sus trabajos fueron exhibidos en la Pence Gallery en San Francisco.
Celebró su 100º cumpleaños en 2009. Su hermana, Maria Strebi-Erni (14 de enero de 1907 – 29 de enero de 2014), falleció a la edad de 107.
Erni falleció a los 106 años el 21 de marzo de 2015. Su primera mujer, Gertrud Bohnert, había muerto en un accidente de equitación, tuvieron una hija Simone Fornara Erni, artista.  Y con su segunda mujer Doris,  tuvo un hijo y dos hijas

## Recursos
- Ramuz, C.F. Histoire du soldat, illustrée de lithographies originales par Hans Erni. Lausanne: André et Pierre Gonin, [1960]. 326 copies signed by author and artist. 73 black-and-white lithographs within the text and 2 on the wrappers. 100 pages + 2 leaves. A livre d'artiste printed on Arches paper and housed in a vellum and board folder and matching slipcase.